# Otoptera
Otoptera es un género de plantas con flores con dos especies perteneciente a la familia Fabaceae.

## Taxonomía
El género fue descrito por Augustin Pyrame de Candolle y publicado en Prodromus Systematis Naturalis Regni Vegetabilis 2: 240. 1825.

## Especies
- Otoptera burchelli
- Otoptera madagascariensis